# موسى إتش كون
موسى إتش كون (بالإنجليزية: Moses H. Cone)‏ هو رائد أعمال أمريكي، ولد في 29 يونيو 1857 في جونزبورو في الولايات المتحدة، وتوفي في 8 ديسمبر 1908 في بلووينغ روك ‏ في الولايات المتحدة.